# Adelopteromyia parvipennis
Adelopteromyia parvipennis är en tvåvingeart som beskrevs av Borgmeier 1962. Adelopteromyia parvipennis ingår i släktet Adelopteromyia och familjen puckelflugor.
Artens utbredningsområde är Panama. Inga underarter finns listade i Catalogue of Life.